# That Don't Impress Me Much
That Don't Impress Me Much är den sjätte countrysingeln av Shania Twain, den släpptes 1997 på albumet Come On Over och 1998 som singel. Sången skrevs av Robert John "Mutt" Lange och Shania Twain. Denna låt blev Twains tredje största singel på listan Billboard Hot 100, och är fortfarande en av hennes största hits jorden runt.

## Listplaceringar
| Lista                                       | Topplacering |
| ------------------------------------------- | ------------ |
| Australiska ARIA Charts                     | 2            |
| Österrikiska singellistan                   | 3            |
| Belgiska Ultratop 50-singellistan           | 1            |
| Kanadensiska singellistan                   | 5            |
| Canada RPM Country Singles                  | 2            |
| Nederländska singellistan                   | 2            |
| Finländska singellistan                     | 3            |
| Franska singellistan                        | 12           |
| Tyska singellistan                          | 8            |
| Irländska singellistan                      | 1            |
| Italienska singellistan                     | 12           |
| Nyzeeländska RIANZ-singellistan             | 1            |
| Norska singellistan                         | 1            |
| Svenska singellistan                        | 3            |
| Schweiziska singellistan                    | 6            |
| Brittiska singellistan                      | 3            |
| U.S. Billboard Hot Country Singles & Tracks | 8            |
| U.S. Billboard Adult Contemporary           | 8            |
| U.S. Billboard Hot 100                      | 7            |
| U.S. Billboard Top 40 Tracks                | 5            |
| U.S. Billboard Top 40 Mainstream            | 5            |
| U.S. Billboard Adult Top 40                 | 6            |

Den här artikeln är helt eller delvis baserad på material från engelskspråkiga Wikipedia.